# Jean-François du Resnel du Bellay
Jean-François du Resnel du Bellay, né le 29 juin 1692 à Rouen et mort le 25 février 1761 à Paris, est un ecclésiastique, homme de lettres et traducteur français.

## Biographie
Fils de François, seigneur du Bellay, capitaine d’infanterie dans le régiment du Roi-infanterie, Jean-François du Resnel entra de bonne heure au collège des Jésuites de Rouen, où il fit ses humanités. Il fut ensuite reçu dans la congrégation de l'Oratoire de Paris en 1710. Les deux ordres firent tous leurs efforts, le premier pour rappeler, le second pour retenir un jeune homme qui faisait de bonne heure concevoir de brillantes espérances, mais il resta avec les Oratoriens et il alla étudier, en 1711, la théologie pendant deux ans à Saumur. Il s’y adonna avec tant d’ardeur qu’il contracta une maladie dont il ne put jamais se guérir. En 1713, son oncle, Pierre de Langle, évêque janséniste de Boulogne, l’appela dans sa ville épiscopale, où il enseigna les humanités et la philosophie au collège des Oratoriens de Boulogne, où la sévérité de ses mœurs, autant que ses talents, lui concilièrent l’intérêt de son oncle, qui lui conféra un canonicat dans sa cathédrale en 1720.
Là, loin de se relâcher, sa passion pour les études, ne fit que s’y accroître, au point d’inspirer de sérieuses inquiétudes pour sa santé. Déjà versé dans les langues grecque et latine, il se mit à étudier les langues vivantes, l’anglais, l’italien et l’espagnol à Boulogne. Après la mort, en 1724, de son oncle, du Resnel, permuta avec un chanoine de Saint-Jacques-l’Hôpital de Paris et vint fixer sa demeure à Paris, où il se fit remarquer pour ses sermons. Le duc d’Orléans, auquel il fut alors présenté, l’accueillit avec une faveur qu’il lui conserva toujours, et dont la première marque fut de le faire nommer abbé de l’abbaye Notre-Dame de Sept-Fontaines dans le diocèse de Reims.
Il prononça un panégyrique de saint Louis devant l’Académie française, et il aurait sans doute exclusivement adopté cette carrière si un tenace crachement de sang ne l’avait obligé à quitter la chaire. De ce jour, il se consacra tout entier aux belles-lettres, qu’il cultiva jusqu’à sa mort.
Il écrit des mémoires et des dissertations, publiés entre autres dans le Journal des sçavans. Les œuvres de l’abbé du Resnel, considéré comme poète, se réduisent à deux traductions en vers français qu’il a faites de Pope, l’une l’Essai sur la Critique et l’autre, l’Essai sur l’homme. Non seulement du Resnel aimait la littérature étrangère, mais encore il affectionnait les usages et les tournures d’esprit des étrangers, ce qui fit dire un jour à un de ses amis : « Je voudrais être Huron, vous m’aimeriez à la folie. »
Le 30 juin 1742, l’Académie française l’appela au fauteuil vacant par la mort de l’abbé Dubos. Il sut, dans cette enceinte, mettre sa vaste érudition à profit, en fournissant au nouveau Dictionnaire de l'Académie française, alors en cours d’élaboration, plusieurs articles sur la botanique, science qu’il possédait à fond bien qu’il n’en eût jamais fait qu’une étude d’amusement. La place qu’occupait l’abbé Pâris à l’Académie des inscriptions et belles-lettres fut déclarée vacante et donnée à l’abbé du Resnel, qui attendit vingt-trois ans avant d’obtenir le titre de pensionnaire. Reçu membre le 5 mai 1753, son habitude des littératures anciennes et modernes le mit à même d’enrichir les mémoires de cette société de dissertations pleines de remarques et d’aperçus aussi curieux qu’instructifs.
Chargé, vers la fin de sa vie, de l’emploi de censeur royal, il n’apporta pas dans l’exercice de cette fonction une sévérité bien grande ; plus d’un littérateur abusa de sa facile complaisance. C’est ainsi qu’il donna son approbation à un ouvrage dont le titre n’annonçait rien de suspect, et qu’il ne lut pas avec assez d’attention pour y découvrir une satire violente contre une compagnie illustre. L’auteur avait eu soin de la cacher dans une note. Le censeur royal s’attira de graves reproches ; mais on lui pardonna une faute qui ne pouvait être attribuée qu’à une distraction.
Il fut choisi à deux reprises pour partager les travaux de la société savante qui composait le Journal littéraire de la Nation, où il se distingua autant par la finesse de son goût que par l’impartialité de sa critique, toujours calme et judicieuse. Ses ouvrages en prose, outre son Discours de réception à l’Académie Française, sa coopération au Dictionnaire de cette académie, et sa collaboration au Dictionnaire des savants, sont : le Panégyrique de Saint Louis, le seul de ses sermons qu’il ait publié, et ses Mémoires ou dissertations recueillis par l’Académie des Inscriptions au nombre de six, parmi lesquels on distingue les Recherches sur les poètes couronnés.
En dépit de ce qui a parfois été écrit, il ne fut pas propriétaire du château du Bellay, construit pour son grand-oncle à Hénouville en 1632, mais juste de terres dont il avait hérité dans ce village de Normandie.

## Principales publications
- Essai sur la Critique, poème traduit de l’anglois de M. Pope, avec un discours et des remarques (1730)
- Panégyrique de Saint Louis (1732)
- Essai sur l’homme, par M. Pope. Traduit de l’anglois (1737) [lire en ligne]
- Les Principes de la morale et du goût en deux poëmes, traduits de l’Anglois de M. Pope (1737) [lire en ligne]
- « Recherches sur les poètes couronnez. Poetae laureati », dans : Mémoires de littérature, tirez des registres de l'Académie Royale des Inscriptions et belles-lettre, Paris, tome X (de 1731 à 1733), 1736, p. 507-524 [lire en ligne].

## Pour approfondir